# ۱۴۰۶ (میلادی)
۱۴۰۶ (میلادی) هزار و چهارصد  و ششمین سال تقویم میلادی است.

## درگذشتگان
‎